# Casa Ion Mincu
Casa Ion Mincu este un monument istoric aflat pe teritoriul municipiului București.
Clădirea, în formǎ de L, este construită în sistemul vechi, tradițional, cu pivniță parțială, compusă din două încăperi boltite cu bolți semicilindrice din cărămidă, parter și eraj, pereți din zidărie de cărămidă, planșee din lemn și acoperiș din tablă. Fațadele sunt tencuite cu mortar de var. Imobilul este compus din corpul central, de dimensiuni medii, și o aripă laterală dezvoltată în lungime cuprinzând dependințele. La colțurile fațadelor pilaștri decorativi decroșați, care se continuă deasupra cu o profilatură; ancadramentele ferestrelor sunt compuse din pilaștri puțin scoși în relief, care susțin frontoanele în timpanul cărora se găsește câte un cartuș cu inițialele I.E.M. Un rând de dinți de ferăstrău  din stuc împrejmuiește fațadele corpului central, dând un efect de unitate. Aripa laterală este tratată aparte, într-un stil mai apropiat de cel neoromânesc.
Casa Ion Mincu nu a fost construită în totalitate de către arhitectul cu același nume. El a cumpărat un imobil și terenul din jurul lui, în martie 1890, de la arhitectul Gaetano Antonio Burelli. Ion Mincu a extins clădirea, adăugându-i corpul din grădină.

## Galerie

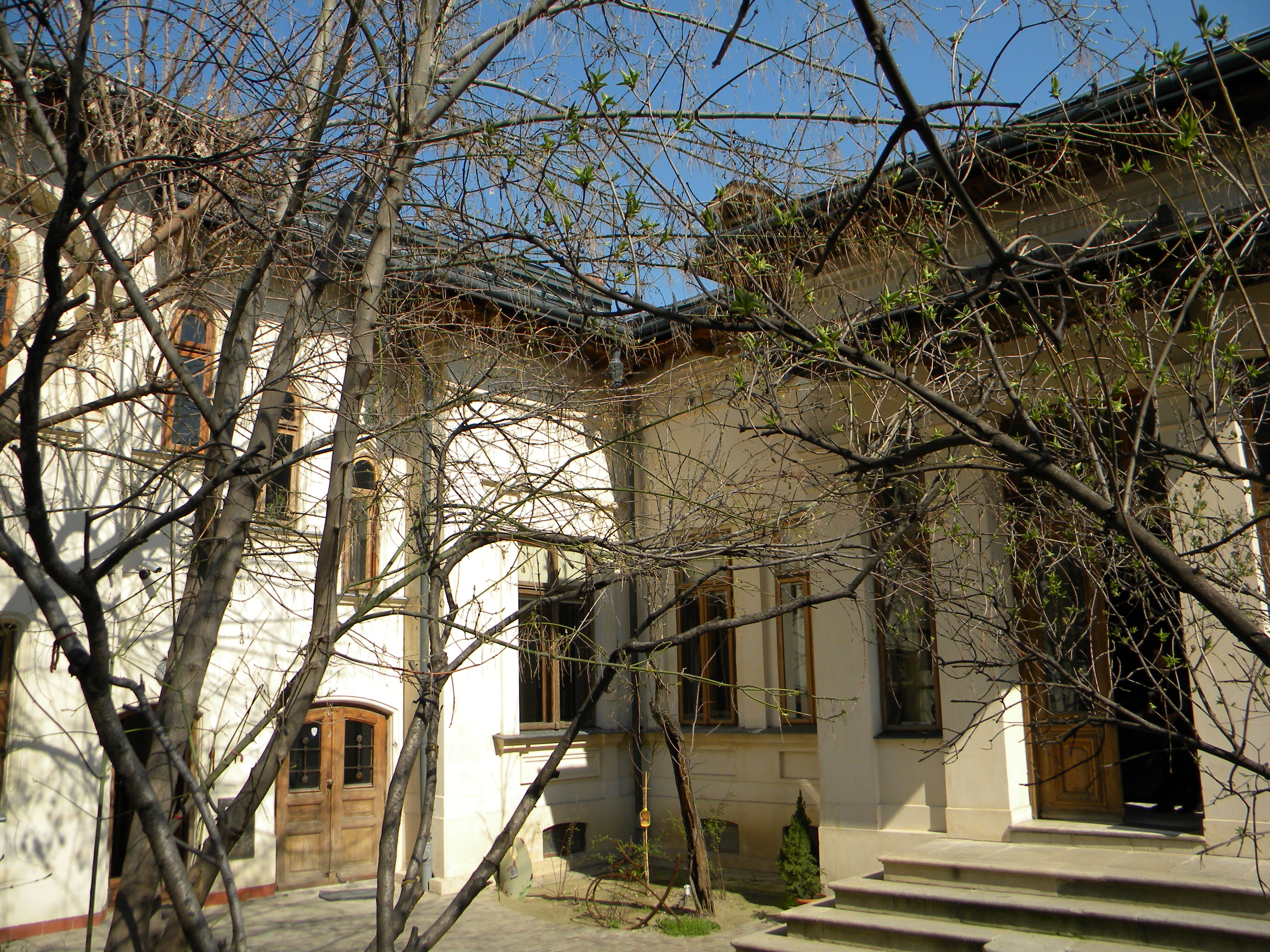
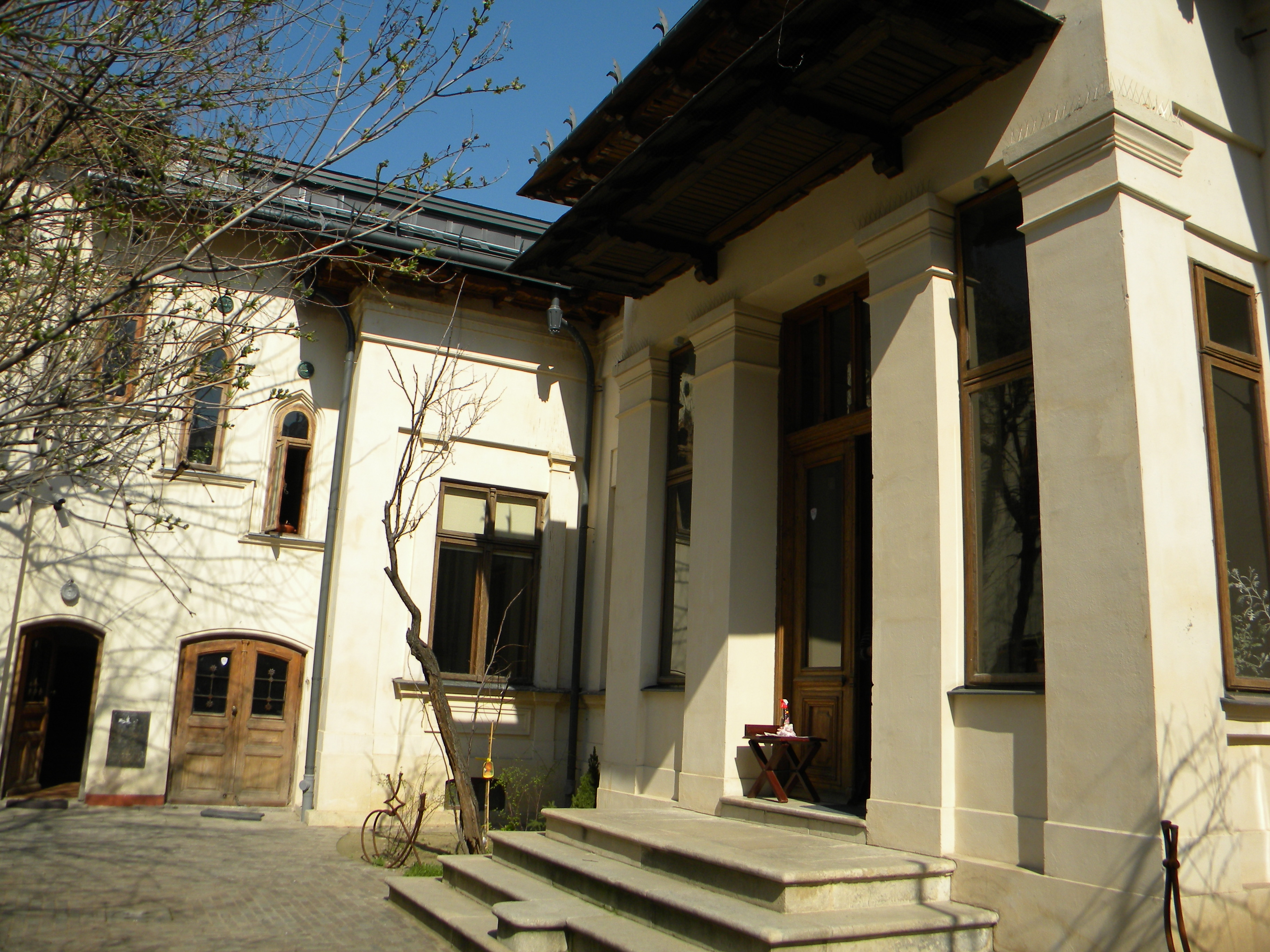
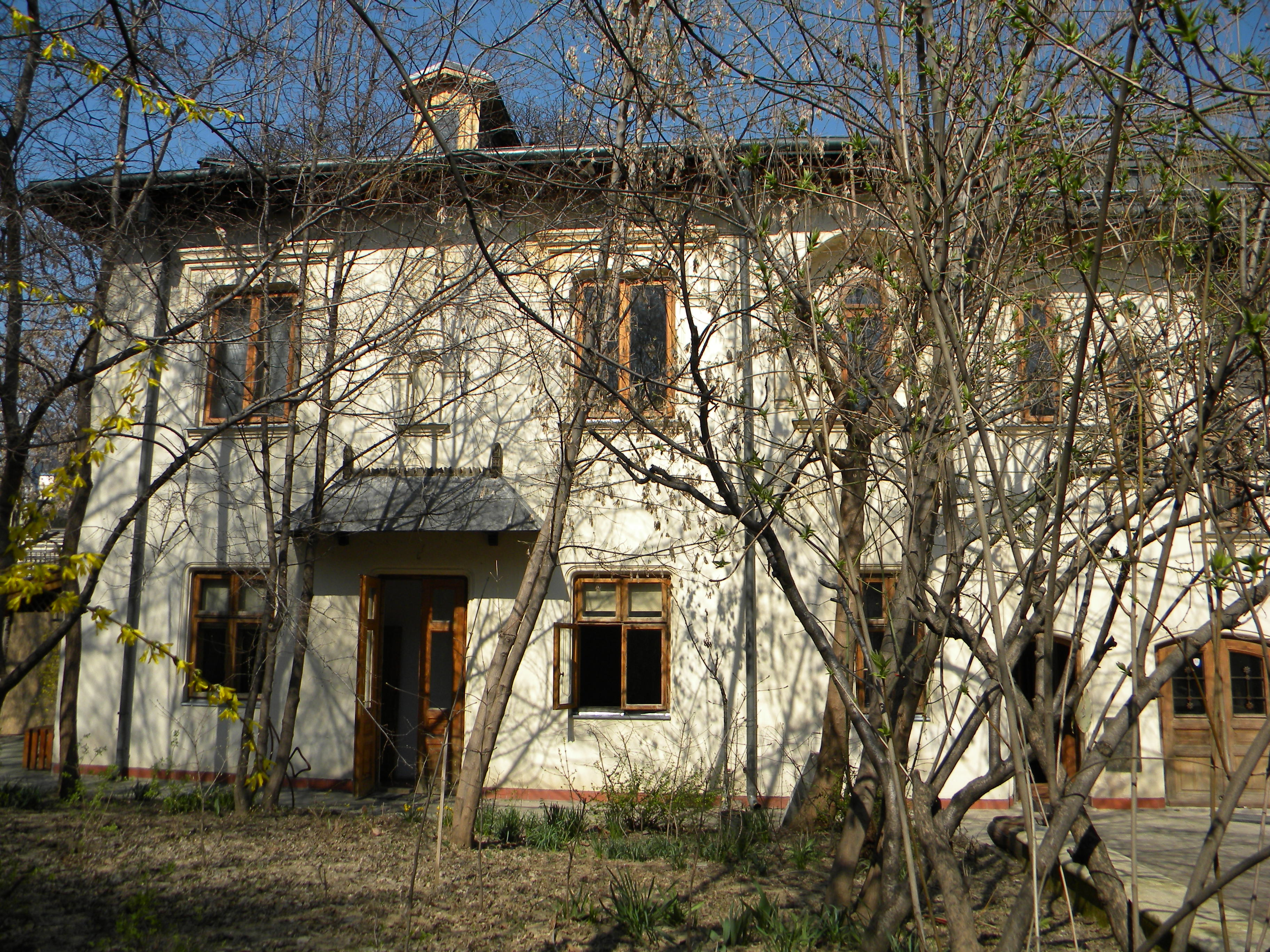
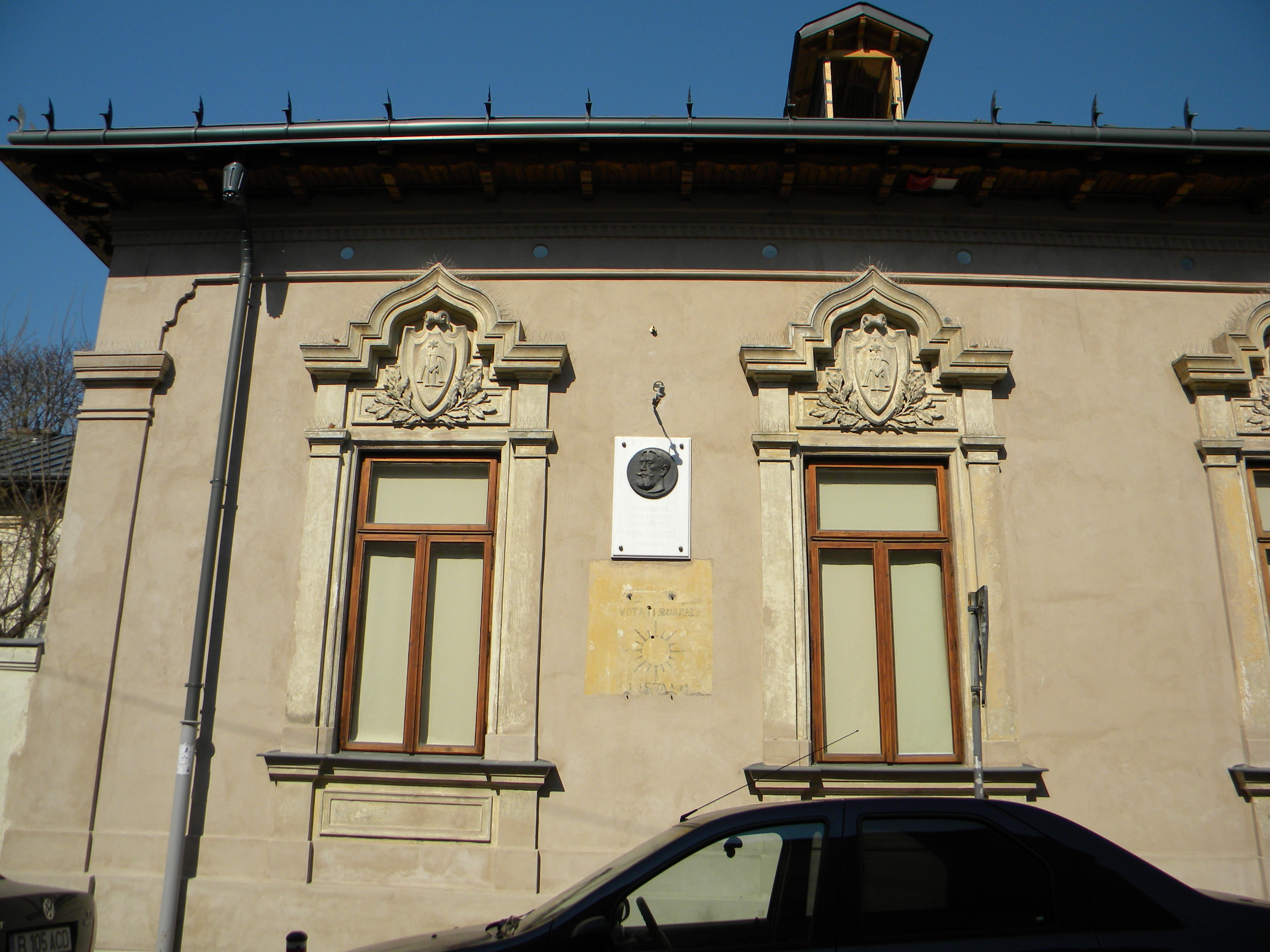
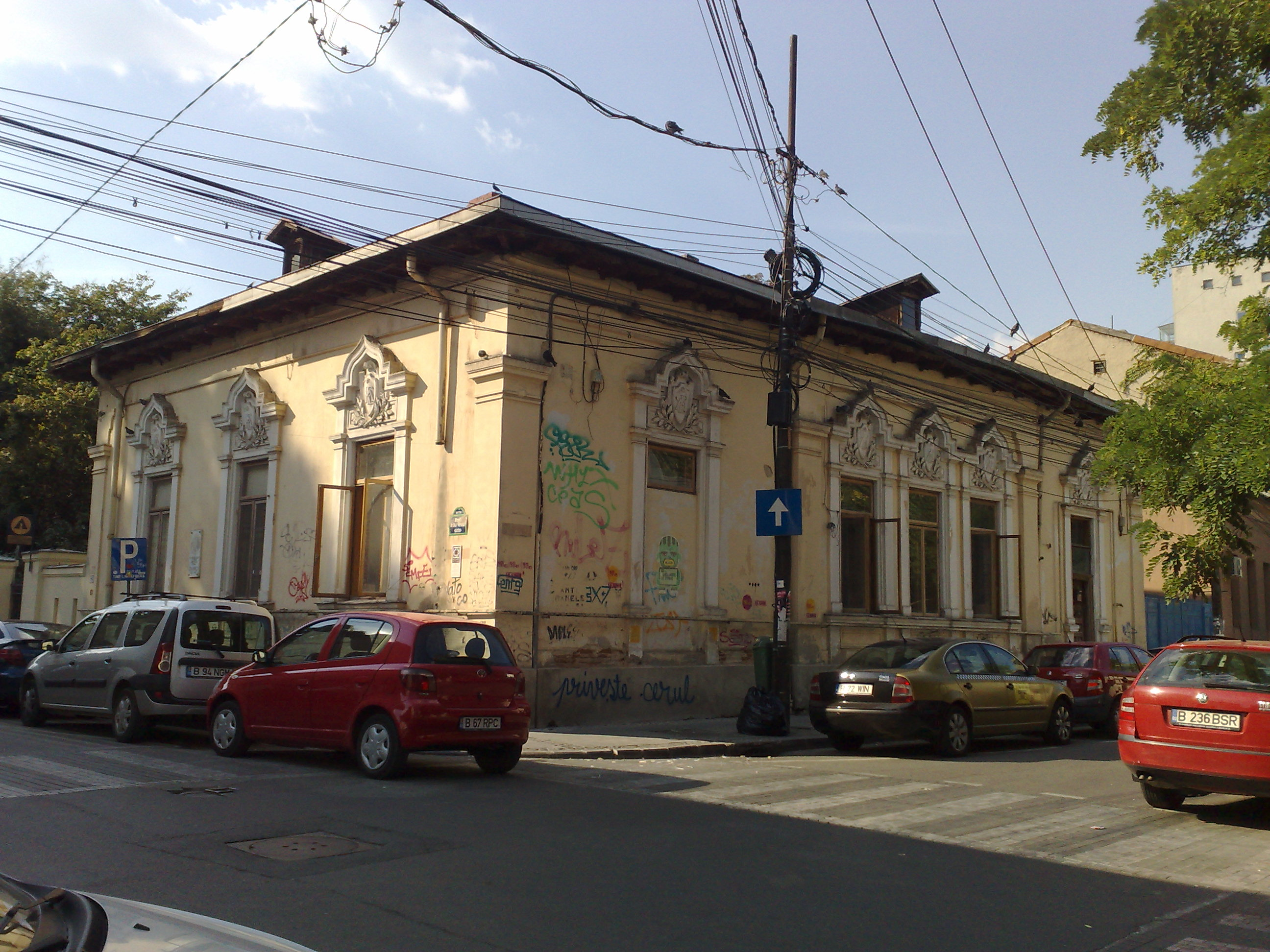
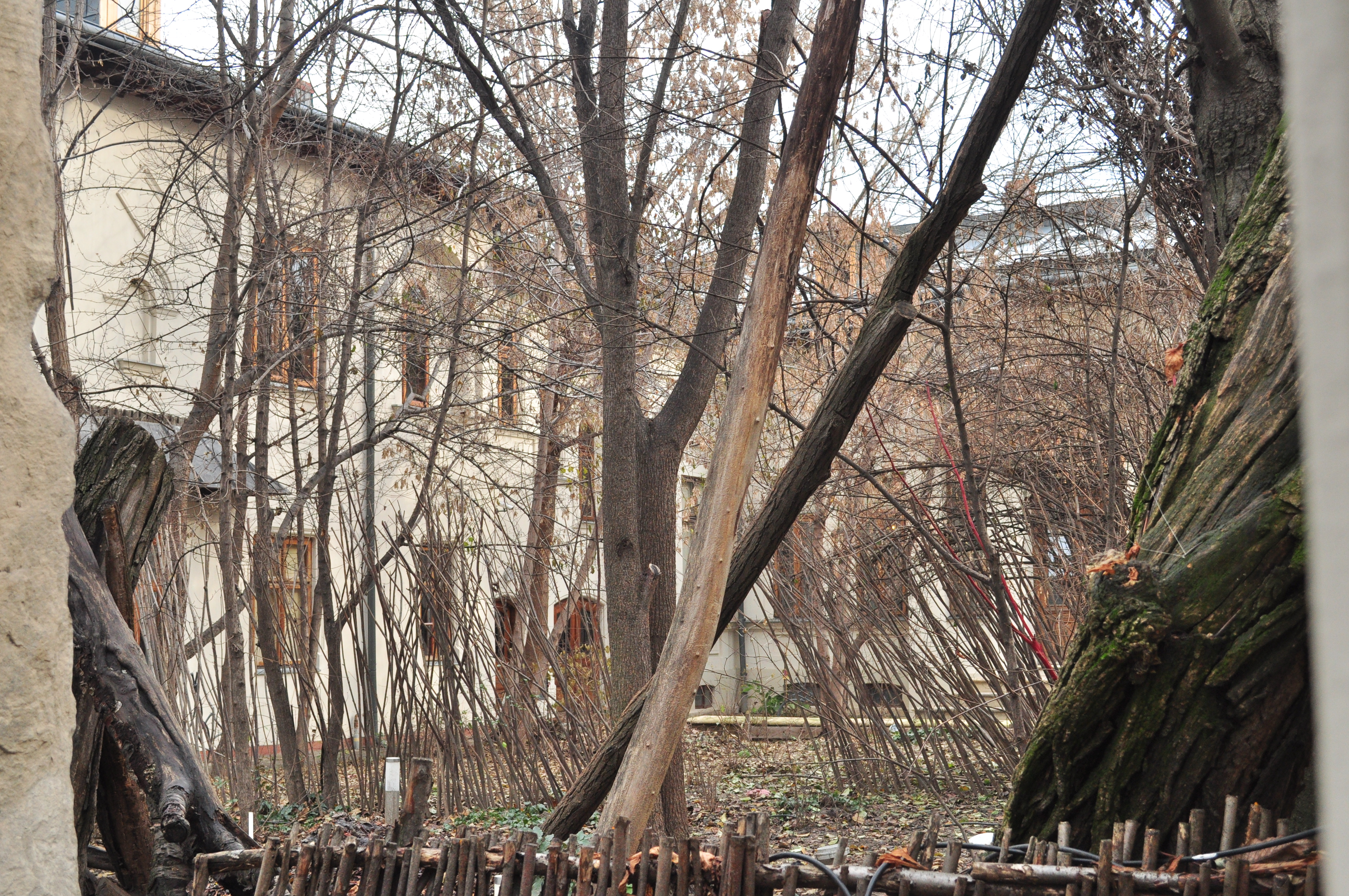